# Synne Steen Hansen
Synne Steen Hansen (* 1. März 1993) ist eine norwegische Skispringerin.

## Werdegang
Hansen gab ihr internationales Debüt am 11. Dezember 2007 in Notodden im Rahmen des Skisprung-Continental-Cups. Bereits in ihren ersten beiden Springen zeigte sie eine starke Leistung und verpasste als 33. die Punkteränge nur knapp.
Im Februar sowie im Sommer 2008 verpasste sie gute Platzierungen deutlich. Bei den Nordischen Junioren-Skiweltmeisterschaften 2009 in Štrbské Pleso erreichte sie im Einzel Rang 29. Nur eine Woche später gewann Hansen in Notodden ihre ersten Continental-Cup-Punkte und sprang zweimal auf den 21. Platz. Auch im Sommer 2009 war sie mit zwei 27. Plätzen in Lillehammer erfolgreich, konnte aber zu Beginn der Saison 2009/10 nicht an diese Erfolge anknüpfen.
Bei den Nordischen Junioren-Skiweltmeisterschaften 2010 in Hinterzarten sprang sie im Einzelspringen auf Rang 31. Erst im September 2010 gelang Hansen mit dem 20. Rang im schwedischen Falun wieder der Sprung in die Punkteränge. Im zweiten Springen erreichte sie mit Platz 16 ihre bis dahin beste Einzelposition.
Zu Beginn der Saison 2010/11 musste Hansen mit einem erneuten Leistungseinbruch kämpfen. Erst im Januar 2011 gelang ihr in Ljubno wieder ein Punkteerfolg. Nach diesen Springen beendete sie jedoch die Saison und trat zu den weiteren Springen nicht mehr an. Am Ende belegte sie mit 19 Punkten Rang 60 der Continental-Cup-Gesamtwertung.
Am 3. Dezember 2011 gab Hansen ihr Debüt im Skisprung-Weltcup. Dabei sprang sie in Lillehammer als 30. auf Anhieb in die Punkteränge. Im Januar gelang ihr in Hinterzarten mit Rang 20 eine weitere Leistungssteigerung. Bei den Nordischen Junioren-Skiweltmeisterschaften 2012 in Erzurum landete sie auf Rang 22 im Einzel und mit der Mannschaft im Teamspringen auf Rang sechs. Nachdem sie in Oslo nicht mehr in die Punkteränge sprang, beendete Hansen die Saison auf dem 43. Platz der Weltcup-Gesamtwertung.
Nach zwei missglückten Springen im Rahmen des Skisprung-Grand-Prix 2012 startete Hansen in der Saison 2012/13 nur beim Springen in Trondheim am Saisonende, verpasste dabei aber mit Rang 46 die Punkteränge.

## Erfolge

### Weltcup-Platzierungen
| Saison  | Platz | Punkte |
| ------- | ----- | ------ |
| 2011/12 | 43.   | 015    |

### Continental-Cup-Platzierungen
| Saison  | Platz | Punkte |
| ------- | ----- | ------ |
| 2008/09 | 58.   | 20     |
| 2010/11 | 60.   | 19     |